# Scelio pilosifrons
Scelio pilosifrons är en stekelart som beskrevs av Alan Parkhurst Dodd 1927. Scelio pilosifrons ingår i släktet Scelio och familjen Scelionidae. Inga underarter finns listade i Catalogue of Life.